# Andreas Mrosek

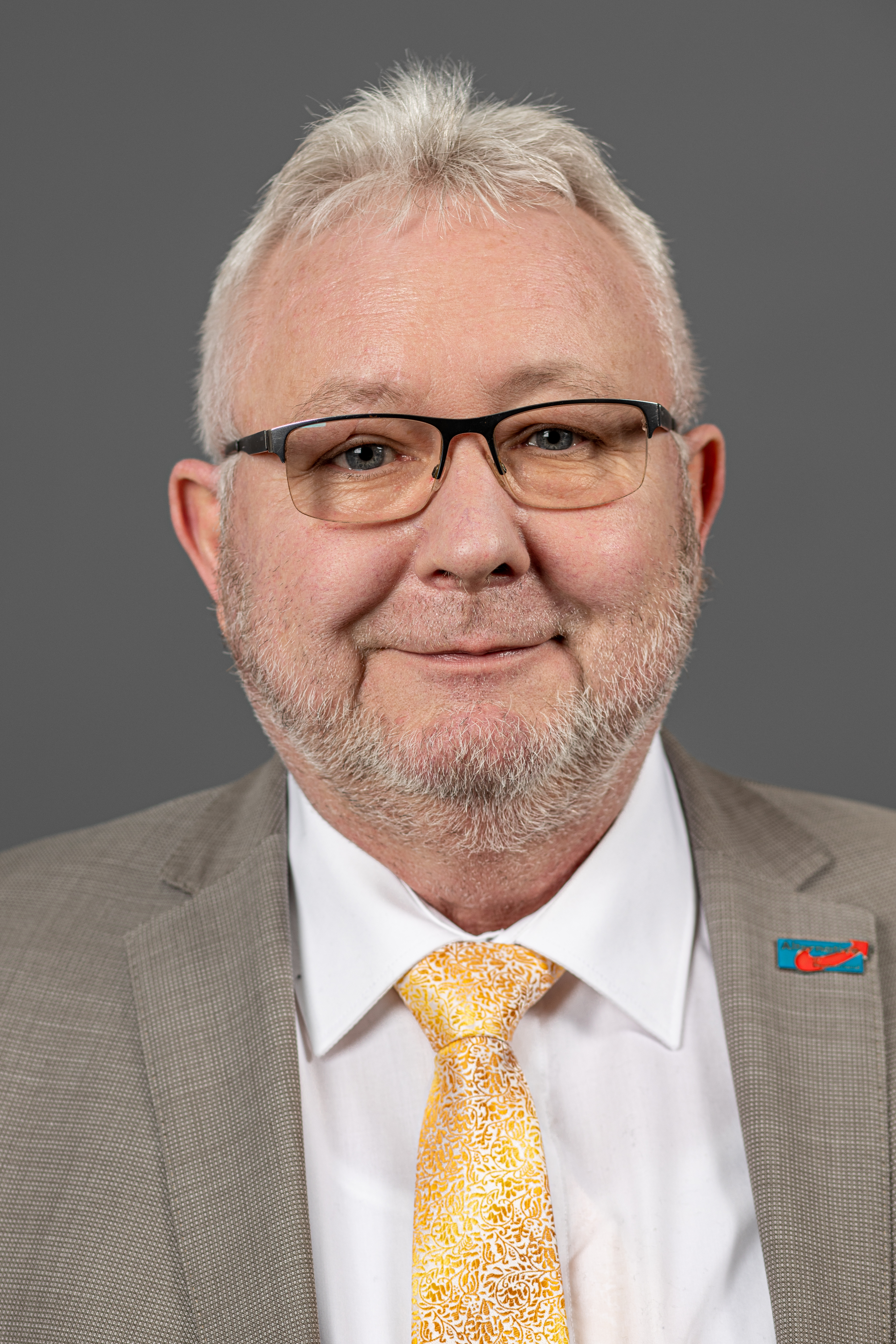
Andreas Mrosek, 2020

Andreas Mrosek (* 18. Januar 1958 in Dessau) ist ein deutscher Kraftsportler und Politiker (AfD, vormals CDU). Er war von 2016 bis 2018 Abgeordneter im Landtag von Sachsen-Anhalt und von 2017 bis 2021 Mitglied des Deutschen Bundestages.

## Leben

### Werdegang
Nach dem Besuch der Polytechnischen Oberschule (POS) und der Kinder- und Jugendsportschule in Halle (Sektion Ringen) absolvierte er eine Lehrausbildung zum Werkzeugmacher und leistete von 1976 bis 1979 Wehrdienst bei der Nationalen Volksarmee (NVA).
1979/80 war er als Decksmann/Schiffsjunge und von 1981 bis 1983 als Vollmatrose tätig. 1984 erwarb er die Hochschulreife und studierte Navigation an der Ingenieurhochschule für Seefahrt Warnemünde/Wustrow. 1989 schloss er als Diplom-Ingenieur für Schiffsführung ab und arbeitete auf verschiedenen Schiffen. Von 1995 bis 2000 war er Geschäftsführer der IKF Bauträger GmbH und 1998/99 Prokurist der Großring Bauträger GmbH. Von 2000 bis 2007 war er Geschäftsführer der Mykoplant GmbH, die 2007 durch Eröffnung des Insolvenzverfahrens aufgelöst wurde. 2006 bis Ende 2010 gehörte er dem Vorstand der Mykoplant Biotechnologie AG an, über die 2011 ebenfalls das Insolvenzverfahren eröffnet wurde.  Zum Zeitpunkt der Insolvenzeröffnung war Mrosek kein Vorstand und auch kein Aktionär mehr. Im Jahre 2007 wurde er Kanalsteurer auf dem Nord-Ostsee-Kanal.
Mrosek ist verheiratet und Vater von zwei Kindern. Er wohnt in Dessau.

### Sport
Mrosek war Ringer bei der BSG Motor Dessau, auch mehrere Jahre an der Kinder- und Jugendsportschule in Halle (Saale). Er gewann mehrere Medaillen bei DDR-Meisterschaften, Kinder- und Jugendspartakiaden und internationalen Turnieren. Mrosek ist vierfacher Welt- und Europameister und achtfacher Deutscher Meister im Bankdrücken in der Gewichtsklasse bis 125 kg.

## Politik
Bei der Landtagswahl in Sachsen-Anhalt 2002 kandidierte Mrosek als Parteiloser erfolglos auf Listenplatz 11 für die rechtsextreme DVU-Abspaltung Freiheitliche Deutsche Volkspartei (FDVP), die landesweit 0,8 Prozent der Stimmen erhielt.
Von 2002 bis 2012 war Mrosek Mitglied der CDU und gehörte von 2002 bis 2004 dem Stadtrat von Dessau-Roßlau an.
2013 trat Mrosek in die AfD ein und wurde für diese Partei 2014 erneut in den Stadtrat von Dessau-Roßlau gewählt. Mrosek kandidierte 2014 erfolglos bei der Oberbürgermeisterwahl in Dessau-Roßlau; er erzielte bei der Hauptwahl ein Ergebnis von 6,7 Prozent der Stimmen. Von 2015 bis 2022 war Mrosek Vorsitzender des AfD-Kreisverbandes Dessau-Roßlau.
Bei der Landtagswahl in Sachsen-Anhalt 2016 zog Mrosek mit 25,5 Prozent der Erststimmen als Direktkandidat seiner Partei im Wahlkreis Dessau-Roßlau (Wahlkreis 26) in den Landtag Sachsen-Anhalt ein. Er war Vorsitzender des Ausschusses für Landesentwicklung und Verkehr. Am 17. März 2018 erklärte Mrosek der Präsidentin des Landtages von Sachsen-Anhalt gegenüber, mit Ablauf des 15. April 2018 auf sein Abgeordnetenmandat zu verzichten. Der dadurch freigewordene Sitz ging an Daniel Wald.
Bei der Bundestagswahl 2017 kandidierte er sowohl als Direktkandidat im Bundestagswahlkreis Dessau – Wittenberg als auch über die Landesliste seiner Partei. Über die Landesliste zog er in den 19. Deutschen Bundestag ein.
Im 19. Deutschen Bundestag war Mrosek ordentliches Mitglied im Sportausschuss sowie im Ausschuss für Verkehr und digitale Infrastruktur und politischer Sprecher der AfD-Bundestagsfraktion für See- und Binnenschifffahrt. Mrosek war auch stellvertretendes Mitglied der AfD-Bundestagsfraktion im Untersuchungsausschuss „PKW-Maut“. Bei der  Bundestagswahl 2021 konnte er sein Mandat nicht verteidigen.
Am 26. Mai 2019 wurde Mrosek erneut in den Dessau-Roßlauer Stadtrat gewählt und ist Fraktionsvorsitzender der AfD-Stadtratsfraktion. Außerdem wurde er zum Vorsitzenden des Ausschusses für Wirtschaft, Stadtentwicklung und Tourismus der Stadt Dessau-Roßlau gewählt. Mrosek ist auch Mitglied des Haupt- und Personalausschusses der Stadt Dessau-Roßlau und sitzt im Verwaltungsbeirat der Dessauer Stadtwerke DVV.